# ناحیه لمونت، شهرستان کوک، ایلینوی
ناحیه لمونت (به انگلیسی: Lemont Township) یک منطقهٔ مسکونی در ایالات متحده آمریکا است که در شهرستان کوک (ایلینوی) واقع شده‌است. ناحیه لمونت ۵۴٫۵۷ کیلومتر مربع مساحت دارد ۲۲۳ متر بالاتر از سطح دریا واقع شده‌است.